# Mudança climática abrupta

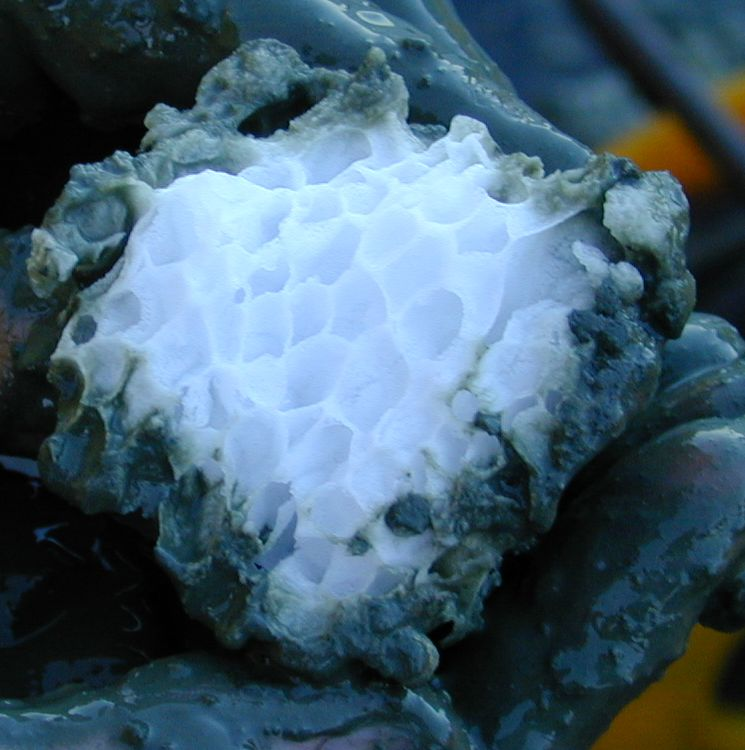
Os hidratos de clatrato foram identificados como um possível agente de mudanças abruptas.

Uma mudança climática abrupta ocorre quando o sistema climático é forçado a fazer uma transição em uma taxa determinada pelo equilíbrio de energia [en] do sistema climático. A taxa de transição é mais rápida do que a taxa de mudança da forçante externa, embora possa incluir eventos forçantes repentinos, como impactos de meteoritos. Portanto, a mudança climática abrupta é uma variação além da variabilidade de um clima. Os eventos passados incluem o fim do Colapso da Floresta Tropical Carbonífera [en], Younger Dryas, eventos de Dansgaard-Oeschger [en], eventos de Heinrich [en] e possivelmente também o Máximo Térmico do Paleoceno-Eoceno. O termo também é usado no contexto da mudança climática para descrever a mudança climática repentina que é detectável na escala de tempo de uma vida humana. Essa mudança climática repentina pode ser o resultado de loops de feedback no sistema climático ou de pontos de inflexão no sistema climático.
Os cientistas podem usar escalas de tempo diferentes ao falar de eventos abruptos. Por exemplo, a duração do início do Máximo Térmico do Paleoceno-Eoceno pode ter sido de algumas décadas a vários milhares de anos. Em comparação, os modelos climáticos preveem que, sob as emissões contínuas de gases de efeito estufa, a temperatura próxima à superfície da Terra poderia se afastar da faixa usual de variabilidade nos últimos 150 anos já em 2047.

## Definições
A mudança climática abrupta pode ser definida em termos de física ou em termos de impactos: “Em termos de física, é uma transição do sistema climático para um modo diferente em uma escala de tempo que é mais rápida do que a força responsável. Em termos de impactos, uma mudança abrupta é aquela que ocorre de forma tão rápida e inesperada que os sistemas humanos ou naturais têm dificuldade de se adaptar a ela. Essas definições são complementares: a primeira dá uma ideia de como ocorre a mudança climática abrupta; a segunda explica por que há tanta pesquisa dedicada a ela."

### Prazos
As escalas de tempo de eventos descritos como abruptos podem variar drasticamente. As mudanças registradas no clima da Groenlândia no final do Younger Dryas, conforme medidas pelos blocos de gelo, implicam um aquecimento repentino de +10 °C em uma escala de tempo de poucos anos. Outras mudanças abruptas são os +4 °C na Groenlândia há 11.270 anos ou o aquecimento abrupto de +6 °C há 22.000 anos na Antártica.
Por outro lado, o Máximo Térmico do Paleoceno-Eoceno pode ter começado em qualquer lugar entre algumas décadas e vários milhares de anos. Por fim, os modelos do Sistema Terrestre projetam que, com as emissões contínuas de gases de efeito estufa já em 2047, a temperatura próxima à superfície da Terra poderá se afastar da faixa de variabilidade dos últimos 150 anos.

## Eventos passados

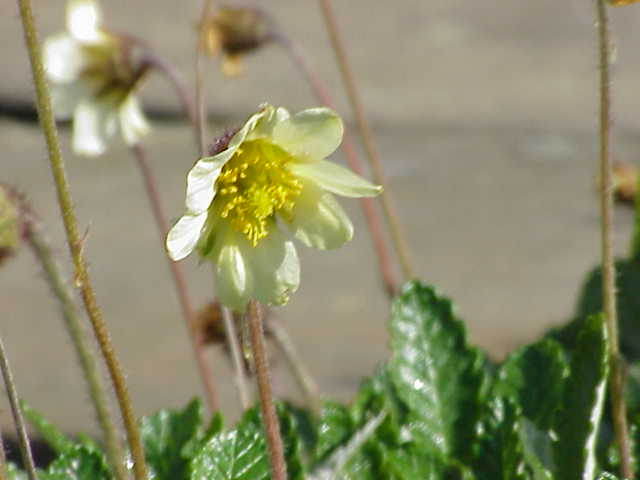
O período Younger Dryas, de mudança climática abrupta, recebeu o nome da flor en, Dryas.

Vários períodos de mudança climática abrupta foram identificados no registro paleoclimático. Exemplos notáveis incluem:
- Cerca de 25 mudanças climáticas, chamadas de ciclos de Dansgaard-Oeschger [en], que foram identificadas no registro do núcleo de gelo durante o período glacial nos últimos 100.000 anos.[12]
- O evento Younger Dryas, notadamente seu fim repentino. É o mais recente dos ciclos de Dansgaard-Oeschger e começou há 12.900 anos, voltando a um regime de clima quente e úmido há cerca de 11.600 anos. Foi sugerido que “a extrema rapidez dessas mudanças em uma variável que representa diretamente o clima regional implica que os eventos no final da última glaciação podem ter sido respostas a algum tipo de limiar ou gatilho no sistema climático do Atlântico Norte.”[13] Um modelo para esse evento baseado na interrupção da circulação termohalina foi apoiado por outros estudos.[14]
- O Máximo Térmico do Paleoceno-Eoceno, datado de 55 milhões de anos atrás, que pode ter sido causado pela liberação de clatratos de metano,[15] embora tenham sido identificados possíveis mecanismos alternativos.[16] Isso foi associado à rápida acidificação dos oceanos[17]
- O Evento de Extinção Permiano-Triássico, no qual até 95% de todas as espécies foram extintas, tem sido relacionado a uma rápida mudança no clima global.[18][19] A vida na terra levou 30 milhões de anos para se recuperar.[20]
- O Colapso da Floresta Tropical do Carbonífero [en] ocorreu há 300 milhões de anos, época em que as florestas tropicais foram devastadas pela mudança climática. O clima mais frio e seco teve um efeito severo sobre a biodiversidade dos anfíbios, a principal forma de vida vertebrada na terra.[3]

Há também mudanças climáticas abruptas associadas à drenagem catastrófica de lagos glaciais. Um exemplo disso é o evento de 8,2 mil anos [en], que está associado à drenagem do Lago Glacial Agassiz. Outro exemplo é a Reversão Fria da Antártica [en], cerca de 14.500 anos antes do presente (BP), que se acredita ter sido causada por um pulso de água de derretimento, provavelmente do manto de gelo da Antártica [en] ou do manto de gelo de Laurentide [en]. Esses eventos de liberação rápida de água de derretimento foram apontados como a causa dos ciclos de Dansgaard-Oeschger.
Um estudo de cinco anos liderado pela Oxford School of Archaeology [en] e conduzido adicionalmente pela Royal Holloway [en], Universidade de Londres, pelo Oxford University Museum of Natural History, e pelo National Oceanography Centre Southampton, concluído em 2013, denominado “Response of Humans to Abrupt Environmental Transitions” (Resposta dos seres humanos a transições ambientais abruptas) e conhecido como “RESET”, teve como objetivo verificar se a hipótese de que os seres humanos têm grandes mudanças de desenvolvimento durante ou imediatamente após mudanças climáticas abruptas com a ajuda do conhecimento extraído de pesquisas sobre as condições paleoambientais, história arqueológica pré-histórica, oceanografia e geologia vulcânica dos últimos 130.000 anos e em todos os continentes. O objetivo também era prever o possível comportamento humano no caso de mudanças climáticas e o momento em que elas ocorrerão.
Um estudo de 2017 concluiu que condições semelhantes ao atual buraco na camada de ozônio da Antártida (circulação atmosférica e mudanças hidroclimáticas), há aproximadamente 17.700 anos, quando a redução do ozônio estratosférico contribuiu para a aceleração abrupta da deglaciação [en] do Hemisfério Sul. O evento ocorreu coincidentemente com uma série estimada de 192 anos de erupções vulcânicas maciças, atribuídas ao Monte Takahe, na Antártica Ocidental.

## Possíveis precursores
A maioria das mudanças climáticas abruptas provavelmente se deve a mudanças repentinas de circulação, análogas a uma enchente que corta um novo canal fluvial. Os exemplos mais conhecidos são as várias dezenas de paralisações da Circulação de Revolvimento Meridional do Oceano Atlântico Norte durante a última era glacial, que afetaram o clima em todo o mundo.
- O atual aquecimento do Ártico, a duração da estação do verão, é considerado abrupto e maciço.[31]
- A destruição do ozônio na Antártida causou mudanças significativas na circulação atmosférica.[31]
- Também houve duas ocasiões em que a Circulação de Revolvimento Meridional do Atlântico perdeu um fator de segurança crucial. A descarga do Mar da Groenlândia a 75 °N foi interrompida em 1978, recuperando-se na década seguinte.[32] Em seguida, o segundo maior local de descarga, o Mar do Labrador, foi interrompido em 1997[33] por dez anos.[34] Embora não tenham sido observadas interrupções que se sobrepõem no tempo durante os 50 anos de observação, as interrupções totais anteriores tiveram graves consequências climáticas em todo o mundo.[30]

Foi postulado que as teleconexões (processos oceânicos e atmosféricos em diferentes escalas de tempo) conectam ambos os hemisférios durante uma mudança climática abrupta.

## Efeitos de feedback climático

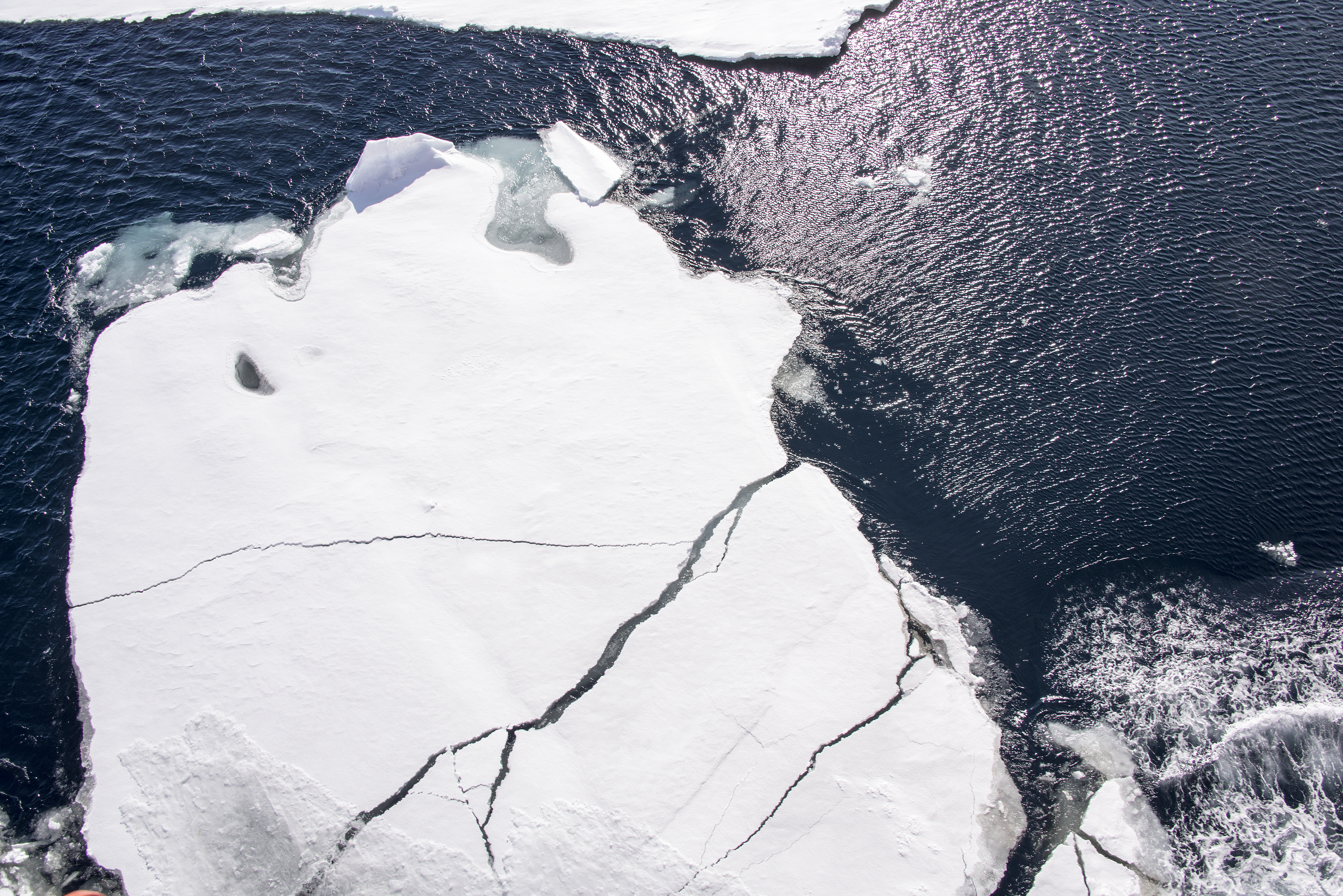
A superfície escura do oceano reflete apenas 6% da radiação solar que chega; o gelo marinho reflete de 50% a 70%.

Uma fonte de efeitos abruptos da mudança climática é um processo de retroalimentação, no qual um evento de aquecimento causa uma mudança que contribui para um maior aquecimento. O mesmo pode se aplicar ao resfriamento. Exemplos de tais processos de feedback são:
- Feedback gelo-albedo [en], no qual o avanço ou recuo da cobertura de gelo altera o albedo (“brancura”) da Terra e sua capacidade de absorver a energia do sol.[38]
- O feedback do carbono do solo [en] é a liberação de carbono dos solos em resposta ao aquecimento global.
- A morte e a queima de florestas devido ao aquecimento global.[39]

A probabilidade de mudança abrupta para alguns feedbacks relacionados ao clima pode ser baixa. Os fatores que podem aumentar a probabilidade de mudança climática abrupta incluem magnitudes maiores de aquecimento global, aquecimento que ocorre mais rapidamente e aquecimento que é sustentado por períodos de tempo mais longos.

### Pontos de inflexão no sistema climático
Os possíveis elementos de ruptura no sistema climático incluem os efeitos regionais da mudança climática, alguns dos quais tiveram início abrupto e, portanto, podem ser considerados como mudança climática abrupta. Os cientistas declararam: “Nossa síntese do conhecimento atual sugere que uma variedade de elementos de ruptura poderia atingir seu ponto crítico neste século sob a mudança climática antropogênica”.

### Vulcanismo
A recuperação isostática em resposta ao recuo da geleira (descarga) e o aumento da salinidade local foram atribuídos ao aumento da atividade vulcânica no início do aquecimento abrupto de Bølling-Allerød [en]. Eles estão associados ao intervalo de intensa atividade vulcânica, sugerindo uma interação entre o clima e o vulcanismo: maior derretimento das geleiras em curto prazo, possivelmente por meio de mudanças no albedo da precipitação de partículas nas superfícies das geleiras.

## Impactos

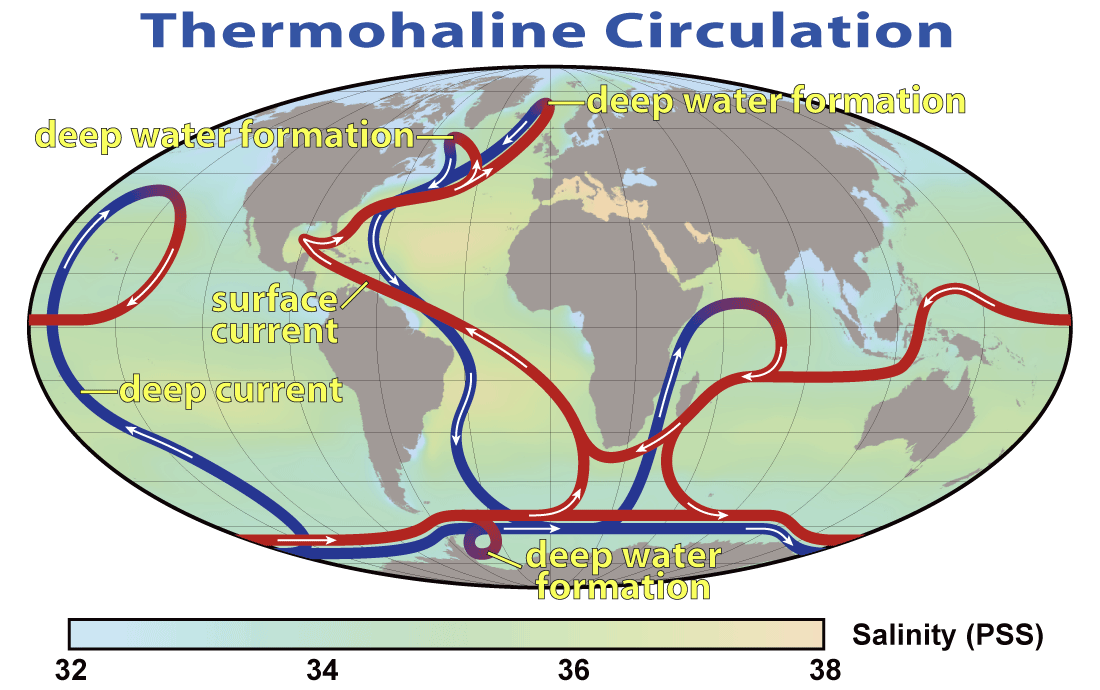
Um resumo do caminho da circulação termohalina. Os caminhos azuis representam as correntes de águas profundas, e os caminhos vermelhos representam as correntes de superfície.

No passado, a mudança climática abrupta provavelmente causou impactos amplos e graves, como segue:
- As extinções em massa, principalmente o evento de extinção Permiano-Triássico (muitas vezes chamado coloquialmente de Grande Morte) e o Colapso da Floresta Tropical do Carbonífero [en], foram sugeridas como consequência de mudanças climáticas abruptas.[3][20][19]
- Perda de biodiversidade: sem a interferência de mudanças climáticas abruptas e outros eventos de extinção, a biodiversidade da Terra continuaria a crescer.[44]

- Mudanças na circulação oceânica, como:O evento de extinção Permiano-Triássico, rotulado aqui como “P-Tr”, é o evento de extinção mais significativo nesse gráfico para gêneros marinhos.

O evento de extinção Permiano-Triássico, rotulado aqui como “P-Tr”, é o evento de extinção mais significativo nesse gráfico para gêneros marinhos.

  - Aumento da frequência dos eventos El Niño.[45][46]
  - Possível interrupção da circulação termohalina, como a que pode ter ocorrido durante o evento Younger Dryas.[47][14]
  - Mudanças na oscilação do Atlântico Norte.[48]
  - Mudanças na circulação de revolvimento meridional do Atlântico (AMOC), que podem contribuir para eventos climáticos mais severos.[49]